# トークン・RJ02
トークン・RJ02 (Token RJ02) は、トークンが1974年にF1世界選手権に投入したフォーミュラ1カー。レイ・ジェソップが設計した。

## 概要
当初のカラーリングはチーム、スポンサー、ドライバーとイギリスの組み合わせを表すため、ジム・クラークのロータス同様にナショナルカラーの緑と黄色であった。トム・プライスが初めてドライブしたのは4月にシルバーストンで行われたインターナショナル・トロフィーであったが、15周目にギアセレクターのトラブルでリタイアとなった。実際のデビュー戦はベルギーグランプリであった。しかしレース序盤にノーズを損傷し、最終的にリタイアした。
スポンサー契約が難航し、次に参戦したのはイギリスグランプリであった。ここでのカラーリングは白のボディにウィングは赤と変更されていた。ドライバーはデビッド・パーレイに代わったが、予選落ちとなった。ドイツグランプリではイアン・アシュレイがドライブ、1周遅れの14位でフィニッシュした。続くオーストリアグランプリは8周遅れで規定周回数不足となった。スポンサー契約が成立せず予算不足のためこのレースがRJ02の最後のレースとなった。
その後マシンはサフィール・エンジニアリングに売却された。1975年にサフィールはトニー・トリマーを起用してRJ02でレース・オブ・チャンピオンズとインターナショナル・トロフィーに参戦、それぞれ12位と14位でフィニッシュしている。

## F1における全成績
(key) （太字はポールポジション）
| 年     | シャシー       | エンジン                      | タイヤ | No. | ドライバー         | 1   | 2   | 3   | 4   | 5   | 6   | 7   | 8   | 9   | 10  | 11  | 12  | 13  | 14  | 15  | ポイント | 順位 |
| ------ | -------------- | ----------------------------- | ------ | --- | ------------------ | --- | --- | --- | --- | --- | --- | --- | --- | --- | --- | --- | --- | --- | --- | --- | -------- | ---- |
| 1974年 | トークン・RJ02 | フォード コスワースDFV 3.0 V8 | F      |     |                    | ARG | BRA | RSA | ESP | BEL | MON | SWE | NED | FRA | GBR | GER | AUT | ITA | CAN | USA | 0        | NC   |
| 1974年 | トークン・RJ02 | フォード コスワースDFV 3.0 V8 | F      | 42  | トム・プライス     |     |     |     |     | Ret |     |     |     |     |     |     |     |     |     |     | 0        | NC   |
| 1974年 | トークン・RJ02 | フォード コスワースDFV 3.0 V8 | F      | 42  | デビッド・パーレイ |     |     |     |     |     |     |     |     |     | DNQ |     |     |     |     |     | 0        | NC   |
| 1974年 | トークン・RJ02 | フォード コスワースDFV 3.0 V8 | F      | 32  | イアン・アシュレイ |     |     |     |     |     |     |     |     |     |     | 14  |     |     |     |     | 0        | NC   |
| 1974年 | トークン・RJ02 | フォード コスワースDFV 3.0 V8 | F      | 35  | イアン・アシュレイ |     |     |     |     |     |     |     |     |     |     |     | NC  |     |     |     | 0        | NC   |